# 雅尔塔区
雅尔塔区（羅馬化：Yaltynskyi raion）是乌克兰在克里米亚自治共和国成立的区份，行政中心为雅尔塔。
此区成立于2023年9月7日，其区域包括阿盧什塔市拉达和雅尔塔市拉达所管辖的范围。但由于乌克兰并未实际控制克里米亚，故事实上此区并未真正运作。

## 聚居地及下属拉达
该区境内共有58个聚居地：3个城市、22个市级镇、19个村庄和14个乡村居民点。在行政管理上该区有16个拉达（或称议会）：3个市拉达、8个镇拉达和5个村达拉。